# Piula del Vaal
La piula del Vaal (Anthus vaalensis) és un ocell de la família dels motacíl·lids (Motacillidae).

## Hàbitat i distribució
Habita praderies àrides i terres de conreu des del nord d'Angola, sud-oest i sud-est de la República Democràtica del Congo, Zàmbia, Malawi i sud de Tanzània cap al sud fins al centre de Namíbia, Zimbabwe, Botswana, Moçambic i Sud-àfrica.